# アマンディーヌ・ジャルディーノ
アマンディーヌ・ジャルディーノ（Amandine Giardino、1995年3月30日 - ）は、フランスの女子バレーボール選手。ポジションはリベロ。フランス代表。

## 来歴
- クラブチーム

ラ・セーヌ＝シュル＝メール出身。2012年、France Avenir 2024へ入団。2013年、サン=ラファエルへの移籍しプロ契約を結ぶ。2014年、Le Cannet Volley Ballへ移籍し2014/15シーズンのフランス国内リーグでは準優勝した。2015年、再びサン=ラファエルへ加入し、2015/16シーズンのフランス国内リーグで優勝を果たした。2018年5月、ヴォレロ・ル・カネへの移籍が発表され、3年間在籍し2018/19、2020/1シーズンのフランス国内リーグでは4位となった。2021年6月、Pays d'Aix Venellesと契約し、2021/22シーズンのフランス国内リーグで3位となった。2023年5月、ネプチューン・デ・ナントと契約したことが発表され、2023/24シーズンのフランス国内リーグではベストレシーバー部門で全選手トップの活躍をみせチームは準優勝した。
- 代表チーム

2016年、シニア代表に初選出される。2019年の欧州選手権からは正リベロを務める機会が増え、2021年の欧州選手権では7位となった。2022年、ヨーロッパリーグで金メダルを獲得した。2023年のチャレンジャーカップでは優勝に貢献し、自身もベストリベロ賞に選ばれた。同年9月の欧州選手権では6位となった。

## 球歴
- ネーションズリーグ - 2024年
- 欧州選手権 - 2019年、2021年、2023年
- チャレンジャーカップ - 2022年、2023年

## 受賞歴
- 2023年　チャレンジャーカップ  ベストリベロ賞

## 所属クラブ
- France Avenir 2024（2012-2013年）
- Saint-Raphaël Var Volley-Ball（2013-2014年）
- Le Cannet Volley Ball（2014-2015年）
- Saint-Raphaël Var Volley-Ball（2015-2018年）
- ヴォレロ・ル・カネ（2018-2021年）
- Pays d'Aix Venelles（2021-2023年）
- ネプチューン・デ・ナント（2023-）